# Billete de quinientos pesos mexicanos
El billete de 500 pesos de la familia G, como se llama oficialmente, es la segunda denominación más alta de papel moneda de peso mexicano de la familia que constituye actualmente el cono monetario. El anverso está inspirado en la época de la Reforma y república restaurada; el reverso está inspirado en ecosistema de costas, mares e islas.
El anverso contiene una efigie de Benito Juárez, presidente de México. A su lado, se encuentra un fragmento del grabado de Alberto Beltrán, que representa la entrada triunfal de Juárez a la Ciudad de México.
El reverso, como motivo principal, es la imagen marina de una Ballena gris con su ballenato y al fondo pastos marinos, aquello como representación de la Reserva de la Biósfera de El Vizcaíno, Patrimonio natural de la humanidad, ubicada en Baja California Sur. 
Circula a partir del 27 de agosto de 2018, y con ello, reemplazó el anterior billete de quinientos pesos y dio inicio a una familia de billetes en el país, denominada G; además, el mismo día de su puesta a circulación, se anunció futuro el reemplazo del billete de 20 pesos por monedas.

## Nueva familia de billetes
La Junta de Gobierno del Banco de México, en su sesión de mayo de 2013, autorizó a la DGE realizar los trabajos relacionados con el programa para diseñar, fabricar y emitir una nueva familia de billetes denominada «familia G», iniciando con el subproyecto denominado «Investigación de las características generales de los billetes, elementos de seguridad y lineamientos de diseño».
El programa de la nueva familia de billetes tiene los siguientes objetivos:
1. Sustituir la familia actual de billetes para incorporar medidas de seguridad que los hagan más seguros, dificultando su falsificación;
2. Incrementar su durabilidad a partir del sustrato en el que se impriman (papel o polímero);
3. e Incorporar elementos gráficos que representen de forma amplia y diversa al país.

El programa comprende varios subproyectos distribuidos en un periodo de 9 años (2013-2022), considerando la emisión de la primera denominación, 500 pesos, en el segundo semestre de 2018, y finalizando con la emisión del billete de 50 pesos en 2022. Cabe señalar que si bien incluye un subproyecto
para la denominación de 2000 pesos, ésta sólo se emitirá si se considera que dicho billete se requiere para satisfacer las necesidades de los usuarios.

## Diseño

### Anverso
El anverso del billete está inspirado en el proceso histórico de la Reforma y la restauración de la República, a al derecha del billete y como motivo principal se encuentra la efigie de Benito Juárez, político y abogado mexicano (presidente de México de 1858 a 1872).
La efigie de Benito Juárez está acompañada de una viñeta, fragmento de grabado de Alberto Beltrán, donde se muestra la entrada triunfal de dicho personaje a la Ciudad de México el 15 de julio de 1867, simbolizando la victoria de la Reforma. Arriba de la viñeta se encuentra el logo actual de banxico, y a su derecha, está la leyenda «banco de méxico». Abajo de la viñeta se encuentran las dos firmas (la primera, de un miembro de la Junta de Gobierno del Banco de México, y la segunda, del Cajero principal) y el folio creciente. Abajo de la efigie se encuentra la «cédula de identificación», el cual es un texto alusivo a Benito Juárez y su entrada triunfal a Ciudad de México.

## Críticas

### Controversia por su parecido con el billete de veinte pesos
Debido a su diseño que es muy parecido al billete de veinte pesos de la familia anterior —ya que tiene la misma efigie de Benito Juárez y el color azul— hubo polémica por a las posibilidades de su posible confusión.
El Banco de México (antes del estreno del billete) realizó una encuesta con distintas grupos focales del país ubicados en siete distintas ciudades del país para identificar las posibles tendencias de confusión con su diseño. El resultado de la encuesta, fue que el 64 % de los participantes (setenta y seis personas) efectivamente lo confundieron, mientras que el resto 36 % (setenta y seis personas) no lo confundieron. De cualquier forma, el estudio fue hecho ya después de que el diseño estaba aprobado.
Desde su puesta a circulación, hubo usuarios del billete en los que lo confundido con uno de veinte y se volvieron virales, eventos que diversos usuarios comentaron que eran muy comunes. Inclusive, algunos lo han calificado como «copia» o un «billete tuneado».

### Concurso 2018 del billete más bonito del mundo
La Sociedad internacional de billetes bancarios (IBNS, por sus siglas en inglés: International Bank Note Society) cada año organiza un concurso en el que se apremia por el «mejor diseño del año». En 2018 (año de su estreno) fue nominado el billete junto a otros quince billetes. Sin embargo, el billete solo quedó como nominado, pues el ganador fue el billete de diez dólares canadienses.

## Medidas de seguridad

### Relieves sensibles al tacto
Algunos elementos en el anverso del billete tienen relieves que se pueden percibir al tocarlos con la yema de los dedos. Cuando un billete está nuevo o con poco uso, este se siente con mayor facilidad. Esta característica se encuentra en encuentran en los siguientes elementos:
- Leyenda «banco de méxico» y símbolo del Banco de México.
- Efigie de Benito Juárez.
- Viñeta de la entrada triunfal de Juárez.
- El cuadro con la inscripción «500 pesos» en la esquina inferior izquierda.
- Las líneas diagonales entre el cuatro anterior y la viñeta.
- Cédula de identificación debajo de la efigie.
- Marcas para invidente (que consiste en tres rayas horizontales) cerca de las esquinas superior y derecha.

### Denominación multicolor
Un numeral grande en forma de «500», ubicado en la esquina superior derecha, contiene «numeritos 500» en su interior; cambia de color verde a azul al inclinar el billete. Esto se debe a que se utiliza una tinta especial ópticamente variable, la cual, se obtiene ya líquida y posteriormente es impresa y curada (es decir, pasada por una lámpara de radiación ultravioleta que provoca que se «seque»).

### Hilo dinámico
El hilo forma parte del papel desde su fabricación, el cual, es de algodón traído desde Suiza. Se compone de «números 500» y barras horizontales que se desplazan al mover el billete. Al verlo a trasluz, el hilo se observa continuo.

### Marca de agua
Al igual que la anterior medida de seguridad, consiste en una imagen que se forma en el papel durante su fabricación. Se puede ver por ambas caras del billete al observarlo a trasluz, apreciándose los detalles y tonalidades que la componen. La marca de agua corresponde a una imagen de Benito Juárez en color gris.

### Doble folio: normal y creciente
El Folio es la serie de letras y números que está en los billetes. Con el objetivo de evitar la falsificación de estos, están presentes dos folios en un mismo billete, ya que, si un folio no coincide con el otro significa que el billete es falso. Un folio es de letras crecientes, que se encuentra debajo de las firmas, y el normal, en vertical en el extremo izquierdo del billete.
Los números que forman el folio del billete van aumentando de tamaño. Las dos letras del principio del folio son grandes, pero los números siguientes que se encuentran después de estas dos letras, van de más pequeño, el siguiente es más grande, y así sucesivamente.

### Fondos lineales
En el anverso y reverso del billete se encuentra un diseño compuesto de figuras y rayas anchas y delgadas, las cuales solo pueden observarse con una lupa, como una especie de Tapizado irregular.

### Cédula de Identificación
Son muy pequeños pequeños, los cuales, es necesario el uso de lentes o lupa para observarlos bien. Se encuentra por debajo la efigie y rezan lo siguiente:

Presidente Benito Juárez, impulsor de las Leyes
de Reforma, en su entrada triunfal a la Ciudad de
México el 15 de julio de 1867, simbolizando
la restauración de la República

## Anteriores diseños del billete
Los billetes que le precedieron fueron los tipo C, D, D1 y F.

### Tipo C
Este billete pertenece a la última serie de billetes donde se manejaban "nuevos pesos" en lugar de "pesos"; este billete se puso en circulación el 3 de octubre de 1994. Aparte, fue el primer billete con un valor de quinientos pesos después de la devaluación del peso mexicano en los años 70 y 80. Estaba hecho del mismo material, papel de algodón y media casi lo mismo: 155 x 66 mm.
En el anverso tiene la Efigie del General Ignacio Zaragoza, y a la izquierda, se encuentra una representación de un fragmento de la obra "Fuertes combates sostenidos en los cerros de Loreto y Guadalupe" de José Cusachs, que representa la Batalla de Puebla. En el reverso como motivo principal se encuentra una Representación del campanario y cúpulas de la Catedral de Puebla, y elementos ornamentales de la región del estado de Puebla.

### Tipo D
Este billete tiene el mismo diseño que el anterior, la única diferencia es que se le quitó la nomenclatura de "nuevos" a "pesos". Fue puesto en circulación el 1 enero de 1996. Además, a esta familia (Familia de billetes D) también le pertenecen los billetes conmemorativos del 75.º aniversario del Banco de México, solo se le agregó la leyenda "75 aniversario 1925-200) abajo de la leyenda "Banco de México", fueron puestos en circulación el 25 de agosto de 2000.

### Tipo F
El Billete de 500 pesos Tipo F fue puesto en circulación el 30 de agosto de 2010. También estaba hecho de papel de algodón pero sus dimensiones eran de 148 x 66 mm.
En el Reverso tienen al muralista y pintor mexicano Diego Rivera. Al lado suyo, se encuentra una villeta complementando una de sus pinturas llamado "Desnudo con Alcatraces", además, se puede ver que debajo de esta pintura hay 3 pinceles y un godete (Paleta), dando a entender lo que ocupaba para hacer este tipo de pinturas.
En el reverso tienen una pintura de Frida Kahlo esposa de Diego Rivera, nacida en la Ciudad de México, también hizo varios murales y hacía numerosis autorretratos de ella con varios animales. Al lado de ella se puede encontrar una pintura de llamado “El abrazo del amor del Universo, La Tierra (México), Yo, Diego y el Señor Xólotl”.